# Sarogodung
Sarogodung is een bestuurslaag in het regentschap Tapanuli Selatan van de provincie Noord-Sumatra, Indonesië. Sarogodung telt 761 inwoners (volkstelling 2010).